# OR6C1
OR6C1 (англ. Olfactory receptor family 6 subfamily C member 1) – білок, який кодується однойменним геном, розташованим у людей на короткому плечі 12-ї хромосоми. Довжина поліпептидного ланцюга білка становить 312 амінокислот, а молекулярна маса — 35 660.
| 10         |  | 20         |  | 30         |  | 40         |  | 50         |
| ---------- |  | ---------- |  | ---------- |  | ---------- |  | ---------- |
| MRNHTEITEF |  | ILLGLTDDPN |  | FQVVIFVFLL |  | ITYMLSITGN |  | LTLITITLLD |
| SHLQTPMYFF |  | LRNFSILEIS |  | FTTVSIPKFL |  | GNIISGDKTI |  | SFNNCIVQLF |
| FFILLGVTEF |  | YLLAAMSYDR |  | YVAICKPLHC |  | LSIMNRRVCT |  | LLVFTSWLVS |
| FLIIFPALML |  | LLKLHYCRSN |  | IIDHFTCDYF |  | PLLQLACSDT |  | KFLEVMGFSC |
| AAFTLMFTLA |  | LIFLSYIYII |  | RTILRIPSTS |  | QRTKAFSTCS |  | SHMVVVSISY |
| GSCIFMYIKP |  | SAKDRVSLSK |  | GVAILNTSVA |  | PMMNPFIYSL |  | RNQQVKQAFI |
| NMARKTVFFT |  | ST         |  |            |  |            |  |            |

A: Аланін

C: Цистеїн

D: Аспарагінова кислота

E: Глутамінова кислота

F: Фенілаланін

G: Гліцин

H: Гістидин

I: Ізолейцин

K: Лізин

L: Лейцин

M: Метіонін

N: Аспарагін

P: Пролін

Q: Глутамін

R: Аргінін

S: Серин

T: Треонін

V: Валін

W: Триптофан

Кодований геном білок за функціями належить до рецепторів, g-білокспряжених рецепторів, білків внутрішньоклітинного сигналінгу. 
Локалізований у клітинній мембрані, мембрані.